# Henschel Hs 117
El Henschel Hs 117 Schmetterling (en español mariposa) fue un misil antiaéreo alemán desarrollado durante la Segunda Guerra Mundial. También existió una versión aire-aire. El operador utilizaba una mira telescópica y un joystick para guiar el misil por radiocontrol.

## Historia
En 1941, el profesor Herbert Wagner (que había sido responsable del misil antibuque Henschel Hs 293) inventó el misil Schmetterling y le entregó su propuesta al Ministerio del Aire del Tercer Reich (RLM), que lo rechazó porque en ese momento no se necesitaban más armas antiaéreas. 
Sin embargo, para 1943, los bombardeos a gran escala de Alemania indujeron a que el RLM cambiase de idea y le otorgara a Henschel un contrato para desarrollar y fabricar el misil en cuestión. Hubo 59 lanzamientos de pruebas, en los que el Hs 117 falló en 34 oportunidades. En mayo de 1944, 23 misiles fueron probados con éxito, por lo que en diciembre de ese mismo año se ordenó su producción en masa, comenzando su despliegue en marzo de 1945. En enero de 1945 se terminó el prototipo de la cadena de producción, pero el 6 de febrero el SS-Obergruppenführer Hans Kammler canceló el proyecto. 
Terminada la guerra, la URSS utilizó Hs 117 capturados, denominados R-105, para numerosas pruebas de vuelo con objeto de contribuir al desarrollo de un sistema de defensa aérea.

## Variantes
El Hs 117H era una versión diseñada para ser lanzada desde aviones Dornier Do 217, Junkers Ju 188 y Junkers Ju 388. El Hs 117H podía atacar aviones enemigos volando 5 km más arriba que el avión lanzador.